# Un Natale da salvare (film 2016)
Un Natale da salvare è un film del 2016 diretto da Justin G. Dyck.

## Trama
Il dodicenne Barney si intrufola insieme ai suoi amici in un grande magazzino nella speranza di mettere le mani sui regali più ricercati. Per loro sfortuna anche Forte e la sua banda di ladri in abiti attillati hanno avuto la stessa idea.

## Produzione
Aaron Zheng venne inizialmente scelto per il ruolo di Walt.

## Riconoscimenti
- 2017 - Joey Awards
  - Best Principal or Supporting Actor in a TV Movie Feature Age 6-10 Years a Jacob Soley
  - Nomination Best Ensemble in a TV Movie
- 2017 - Young Entertainer Awards
  - Nomination Best Leading Young Actor - Television Movie, Mini Series or Special a Jacob Soley